# Брадата фока
Брадата фока (Erignathus barbatus) је врста перајара из породице правих фока (Phocidae).

## Распрострањење
Ареал брадате фоке обухвата већи број држава у подручју Арктика. 
Врста има станиште у Русији, Гренланду, Јапану, Исланду, Канади, Сједињеним Америчким Државама и Норвешкој.
Врста је повремено присутна у Кини, Немачкој, Шпанији, Уједињеном Краљевству, Француској, Португалу и Холандији.

## Станиште
Станишта врсте су морски екосистеми и арктичка подручја. Врста је присутна на подручју острва Гренланд. 

## Угроженост
Ова врста је наведена као последња брига, јер има широко распрострањење и честа је врста.